# جوزيبه ساكوني
كان جوزيبه ساكوني (مونتالتو ديلي ماركي -في مقاطعة أسكولي بيتشينو- ، 5 يوليو 1854 - بيستويا، 23 سبتمبر 1905) معماريًا وسياسيًا إيطاليًا. معروف قبل كل شيء بأنه مصمم الفيتوريانو (Vittoriano) في روما، والذي تابع تنفيذه كمدير للبناء، لمدة عشرين عامًا، حتى وفاته.

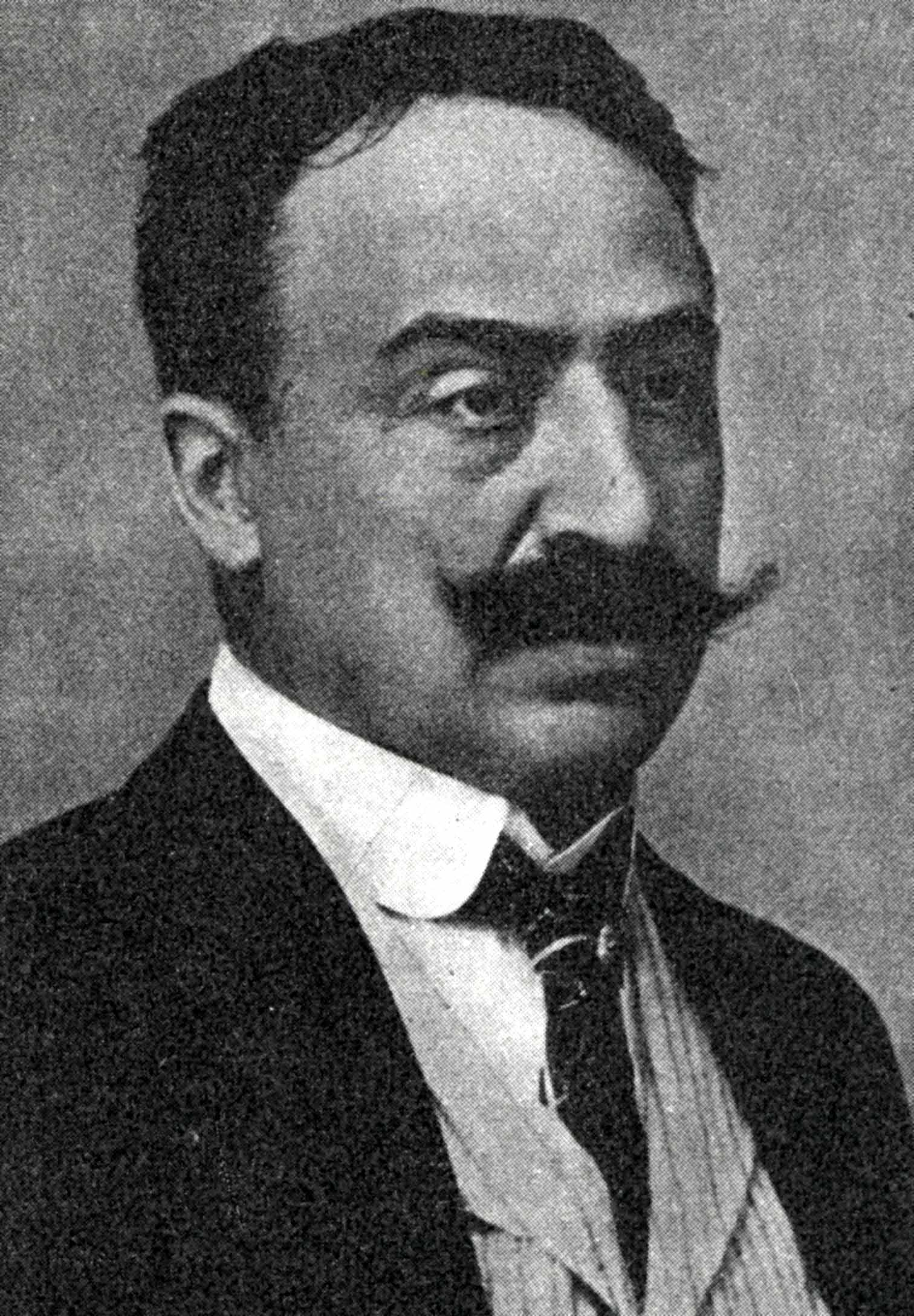
جوزبيه ساكوني

بعد هذا العمل المثير للاهتمام، أصبح أحد أبطال الثقافة الفنية لإيطاليا ما بعد التوحيد، والتي انخرطت بعد ذلك في مناقشات ساخنة تهدف إلى إنشاء «نمط وطني» [2]. كان أيضًا مرممًا لبعض الآثار الشهيرة، والتي يرجع مظهرها الحالي جزئيًا إلى ذلك.

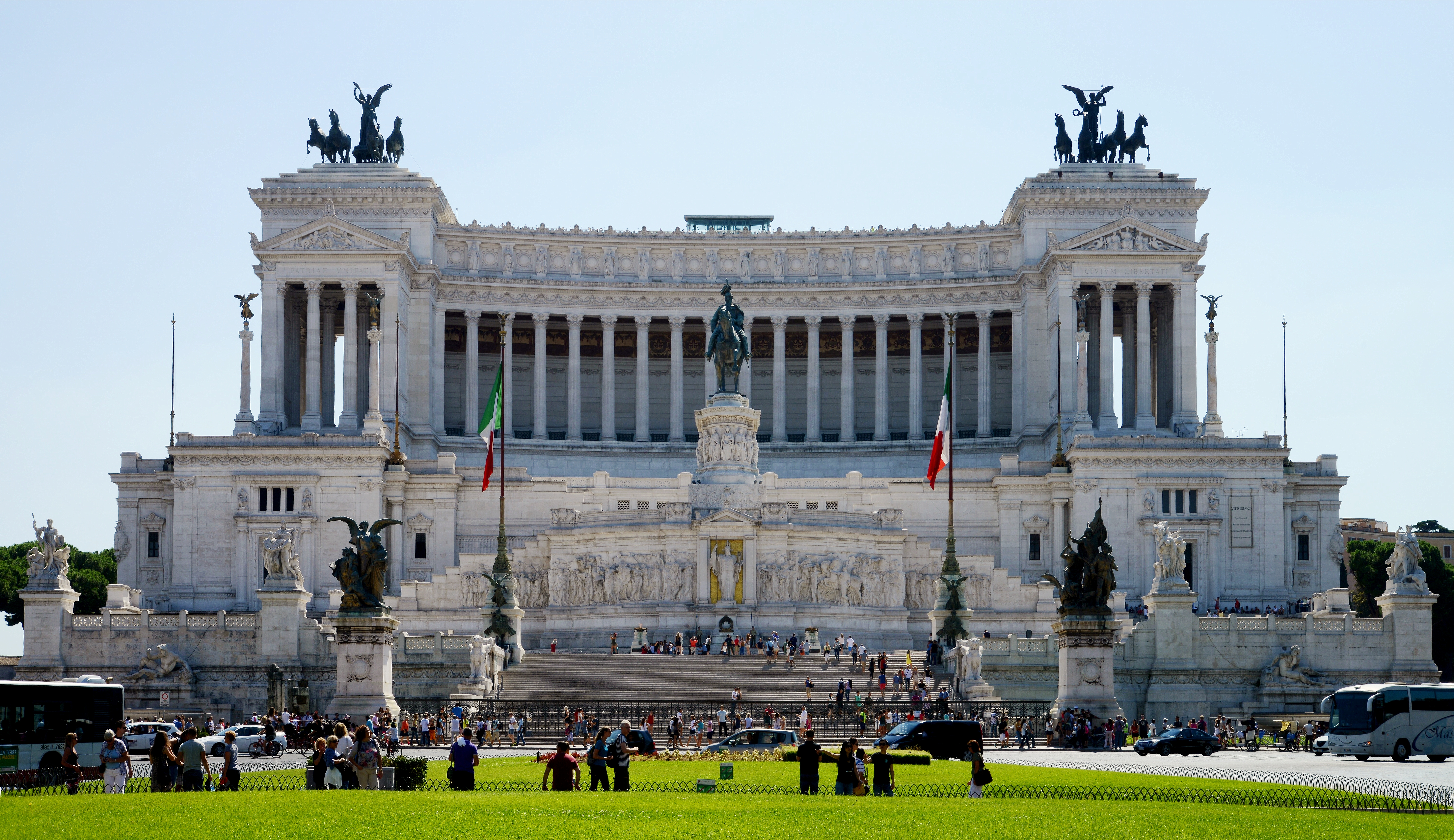
الفيتوريانو